# ジョセフ・マッケイ・ブラウン
ジョセフ・マッケイ・ブラウン（Joseph Mackey Brown、1851年12月28日 – 1932年3月3日）は、アメリカ合衆国の政治家で、レオ・フランクへのリンチ（レオ・フランク事件）の黒幕の一人。ブラウンは第59代ジョージア州知事を1909年から1910年にかけて務め、後に1912年から1913年にかけて再度州知事を務めた。

## 生い立ち
ブラウンは、ジョージア州カントン (Canton, Georgia) に、南北戦争当時のジョージア州知事ジョセフ・E・ブラウン (Joseph E. Brown) の息子として生まれた。家族は、父と同名であったブラウンを「リトル・ジョー・ブラウン (Little Joe Brown)」と呼んでいた。オーグルソープ大学 (Oglethorpe University) ではChi Phiフラタニティの一員であり、1872年に同大学を卒業した後は、しばらくハーバード大学ロー・スクールで法律を学んだが、健康上の理由で中退した。その後、兄がジョージア州で開業していた法律事務所で実務を学び、1873年に弁護士資格を得たが、視覚に障害を得て、実際に法務につくことはなかった。その後さらに、アトランタのビジネス・カレッジに学び、ウェスタン・アンド・アトランティック鉄道 (Western and Atlantic Railroad) の事務職員になった。鉄道会社に在職している間、ブラウンは1889年に運行管理責任者の地位まで昇進し、同年コーラ・アニー・マッコード (Cora Annie McCord) と結婚した。
ブラウンは、鉄道会社に20年以上在職し、その間に、南北戦争当時のウェスタン・アンド・アトランティック鉄道に関する記録である『The Mountain Campaigns in Georgia』（1886年）と、小説『Astyanax』（1907年）の2冊の著書を公刊した。

## 政治家としての経歴
1904年、ブラウンは、当時のジョージア州知事ジョセフ・M・テレル (Joseph M. Terrell) から、ジョージア州鉄道委員会 (Georgia State Railroad Commission) の委員に任命された。この任命は、1907年に新しく知事となったホーク・スミス (Hoke Smith) によって取り消されたが、これは旅客運賃をめぐって、引き下げを求めた新知事の意向に対してブラウンが合意しなかったためであった。
ブラウンは、これに対する報復として1908年の州知事選挙に、自ら対立候補として出馬し、民主党の予備選挙でスミスを破って勝利を収めた。その後、1910年の州知事選挙では、民主党の予備選挙においても、またブラウンが無所属候補として出馬した本選挙でも、スミスが勝利を収めた。スミスは任期の2期目を全うする前に、アレクサンダー・S・クレイ (Alexander S. Clay) の死去によって空席となった連邦上院の議席を得るため州知事を辞職し、その後の選挙において、ブラウンは無投票でスミスの残り任期を務める州知事に返り咲いた。
知事在職中のブラウンは、禁酒政策の推進と収税の減税に取り組み、また自動車登録や運転免許の制度化を進めた。また、鉄道委員会の権限は縮小され、労働組合への規制は強化された。
1914年、ブラウンは、上院の議席を巡って再びスミスと選挙で競い、スミスが選挙に勝って再選された。
この最後の選挙の前後、バプテストであったブラウンは1913年に起きた殺人事件の被疑者となっていたユダヤ人、レオ・フランクをめぐって、新聞に反ユダヤ感情を煽るような寄稿を何件か行なった。
死去後、ブラウンは、1915年に起こったレオ・フランクへのリンチによる殺害に関して、黒幕の一人であったと考えられるようになった。

## 政界引退と死
スミスに敗れた上院議員選挙の後、ブラウンは政界から引退しジョージア州マリエッタ (Marietta) へ定住し、マリエッタ・ファースト・ナショナル銀行 (the First National Bank of Marietta) の支配人、副社長を務めた。
また、マリエッタのチェロキー工場 (Cherokee Mills) を所有し、経営していた。
ブラウンは、1932年にマリエッタで死去し、アトランタの歴史的な墓地であるオークランド墓地 (Oakland Cemetery) に埋葬された。